# 克瑙
克瑙（德語：Knau，發音：[knaʊ]）是德国图林根州萨勒-奥拉县曾经的一个市镇，面积12.76平方千米，2017年12月31日人口为625人。2019年1月1日，市镇布哈并入克瑙。同年12月31日，克瑙与另外2个市镇并入市镇奥拉河畔诺伊施塔特。